# Durlach
Durlach était une ville allemande, devenue actuellement le quartier le plus grand de la ville de Karlsruhe.

## Historique
Durlach était le point de départ du margrave Charles-Guillaume de Bade-Durlach qui fonda en 1715 la ville de Karlsruhe à quelques kilomètres.
Durlach fut elle-même ville résidence de 1565 jusqu'à 1718.
Le 10 juillet 1796 a lieu le combat de Durlach, où se distinguent la 93e demi-brigade de deuxième formation, la 21e demi-brigade légère de deuxième formation et le 9e régiment de hussards.
L'ancien nom de la ville est Bade-Dourlach.